# Стадион имени Алассана Уаттары
Стадион имени Алассана Уаттары (англ. Alassane Ouattara Stadium) — футбольный стадион в Абиджане, построенный в 2020 году. Арена принимала десять матчей Кубка Африканских наций 2023 года по футболу, в том числе финал. Стадион назван в честь президента Кот-д’Ивуара Алассана Уаттары.

## История
Стадион имени Алассана Уаттары — футбольный стадион в городе Абиджане, Кот-д’Ивуар. Вместимость стадиона составляет 60 000 мест.
Спроектированный Пекинским институтом архитектурного проектирования, новый национальный стадион Кот-д’Ивуара расположился вдали от Абиджана, между коммунами Эбимпе и Аньяма. По прямой он находится примерно в 20 км к северу от центра Абиджана. Предполагается, что стадион станет неотъемлемой частью обширного спортивного города площадью 287 гектаров, который должен стать одним из крупнейших спортивных и развлекательных районов в Африке для проведения соревнований по различным видам спорта, таких как футбол, регби и легкая атлетика.
Строительные работы начались 22 декабря 2016 года. С ранних этапов концептуального проектирования стадион заслужил свое прозвище «Триумфальная арка». Это прозвище было присвоено из-за наличия 96 колонн, опоясывающих все сооружение, создавая динамичную галерею, украшенную витражами в национальных цветах. Эти колонны служат как эффектным фасадом, так и опорой для крыши. На своем пике стадион достигает высоты 51,4 метра, при приблизительных размерах 290 метров в длину и 270 метров в ширину. Стадион может похвастаться впечатляющей планировкой площадью более 61 250 квадратных метров и предлагает пять этажей сооружений, особенно сосредоточенных на главной трибуне. Чаша для трибун разделена на три яруса, в каждом из которых предусмотрено 24 ряда, 13 рядов и до 28 рядов снизу вверх соответственно. Только третий ярус не является сплошным кольцом, с отверстиями во всех углах.
Заявленная общая стоимость стадиона составила 143 миллиарда швейцарских франков (приблизительно 257 миллионов долларов на момент открытия), при этом Китай выделил 63 миллиарда. Вмещающий чуть более 60 000 зрителей, стадион почти вдвое больше предыдущего национального стадиона Кот-д’Ивуара, стадиона Феликса Уфуэ Буаньи. После своего открытия он стал одним из крупнейших стадионов в Западной Африке. В ноябре 2019 года строительство стадиона было почти завершено.
Стадион был торжественно открыт 3 октября 2020 года и назван в честь президента Алассана Уаттары. Многие официальные лица и посол Китая в Кот-д’Ивуаре также присутствовали на торжественной церемонии, которая включала в себя танцевальное и музыкальное шоу. После шоу был сыгран товарищеский матч между двумя самыми популярными клубами Кот-д’Ивуара и Африки, ASEC Mimosas и Africa Sports d’Abidjan. ASEC Mimosas выиграли матч 2-0.

### Кубок Африканских наций 2023
Стадион являлся одним из мест проведения Кубка африканских наций 2023 года по футболу. Здесь состоялись матчи группы A и B, а также поединки 1/8 финала, четвертьфинала, полуфинала и финала.
| Дата            | Время | Команда 1             | Результат | Команда 2             | Раунд         | Количество зрителей |
| --------------- | ----- | --------------------- | --------- | --------------------- | ------------- | ------------------- |
| 13 января 2024  | 20:00 | Кот-д’Ивуар           | 2–0       | Гвинея-Бисау          | Группа А      | 36,858              |
| 14 января 2024  | 14:00 | Нигерия               | 1–1       | Экваториальная Гвинея | Группа А      | 8,500               |
| 18 января 2024  | 14:00 | Экваториальная Гвинея | 4–2       | Гвинея-Бисау          | Группа А      | 13,888              |
| 18 января 2024  | 17:00 | Кот-д’Ивуар           | 0–1       | Нигерия               | Группа А      | 49,517              |
| 22 января 2024  | 17:00 | Экваториальная Гвинея | 4–0       | Кот-д’Ивуар           | Группа А      | 42,550              |
| 22 января 2024  | 20:00 | Мозамбик              | 2–2       | Гана                  | Группа В      | 6,000               |
| 28 января 2024  | 17:00 | Экваториальная Гвинея | 0–1       | Гвинея                | 1/8 финала    | 36,340              |
| 2 февраля 2024  | 20:00 | ДР Конго              | 3–1       | Гвинея                | Четвертьфинал | 33,278              |
| 7 февраля 2024  | 20:00 | Кот-д’Ивуар           | 1–0       | ДР Конго              | Полуфинал     | 51,020              |
| 11 февраля 2024 | 20:00 | Нигерия               | 1–2       | Кот-д’Ивуар           | Финал         | 60,012              |